# Хаджидер (річка)
Хаджи́дер — річка в Молдові та Україні, в межах Білгород-Дністровського району Одеської області. Впадає до озера-лиману Хаджидер (басейн Чорного моря).

## Опис
Довжина — 94 км (в межах України — 69 км), площа басейну — 894 км². Долина завширшки до 2—4 км, її схили розчленовані балками та ярами. Заплава завширшки до 600 м. Річище звивисте. Похил річки 1,4 м/км. 
Річку перегородили греблею, залишивши для проходу води лише дві труби діаметром один метр кожна. 
Хаджидер є однією з найзабрудненіших річок регіону. Вміст хімічних речовин у воді перевищує гранично припустимі концентрації більш ніж у 10 разів. 

## Розташування
Хаджидер бере початок на схід від міста Штефан-Воде (Молдова). Тече переважно на південний схід (частково на південь). Впадає до озера-лиману Хаджидер на південь від села Дивізії.
До Хаджидера впадає 57 малих річок, загальна довжина яких дорівнює приблизно 348 км. Найбільша притока — Каплань, біля місця їх з'єднання (на південний схід від села Успенівки) створено невелике водосховище.

## Топонім→Гідронім→Потамонім
«Долина Хаджи»
- Хаджи (тур. достойник, що зробив хадж до Мекки), Хадж (араб. حج, латиніз. hajj) — паломництво в ісламі
- Дере (тат. ущелина, долина)

Назви річки Хаджидер, що знайдені на історичних картах різного часу:
- 1856 — нім. Gadshider[4].
- 1877 — рум. Hadji Der[5].
- 1887 — рум. Hadshi D.[6].